# 加賀八幡起上り

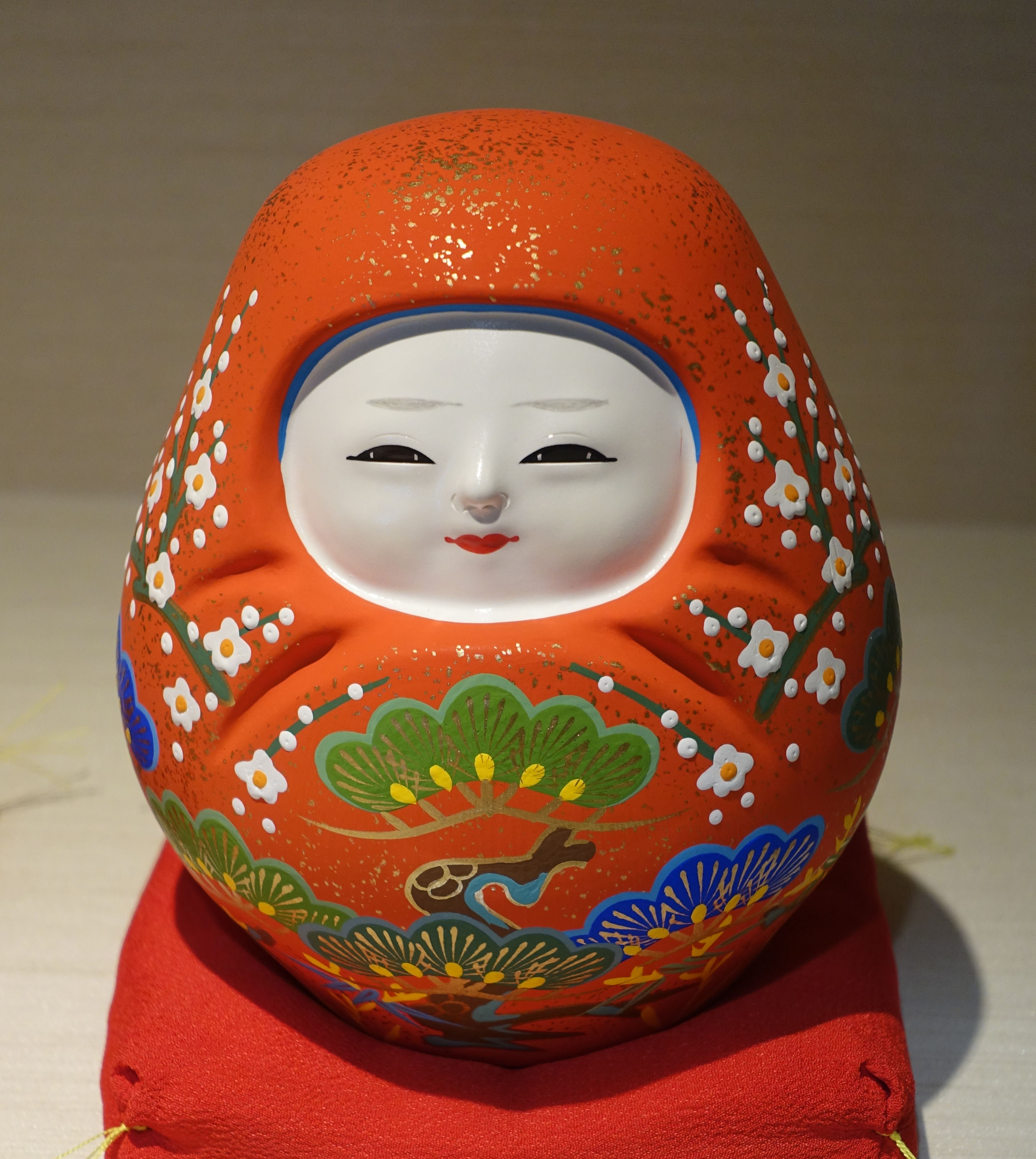
加賀八幡起上り・赤

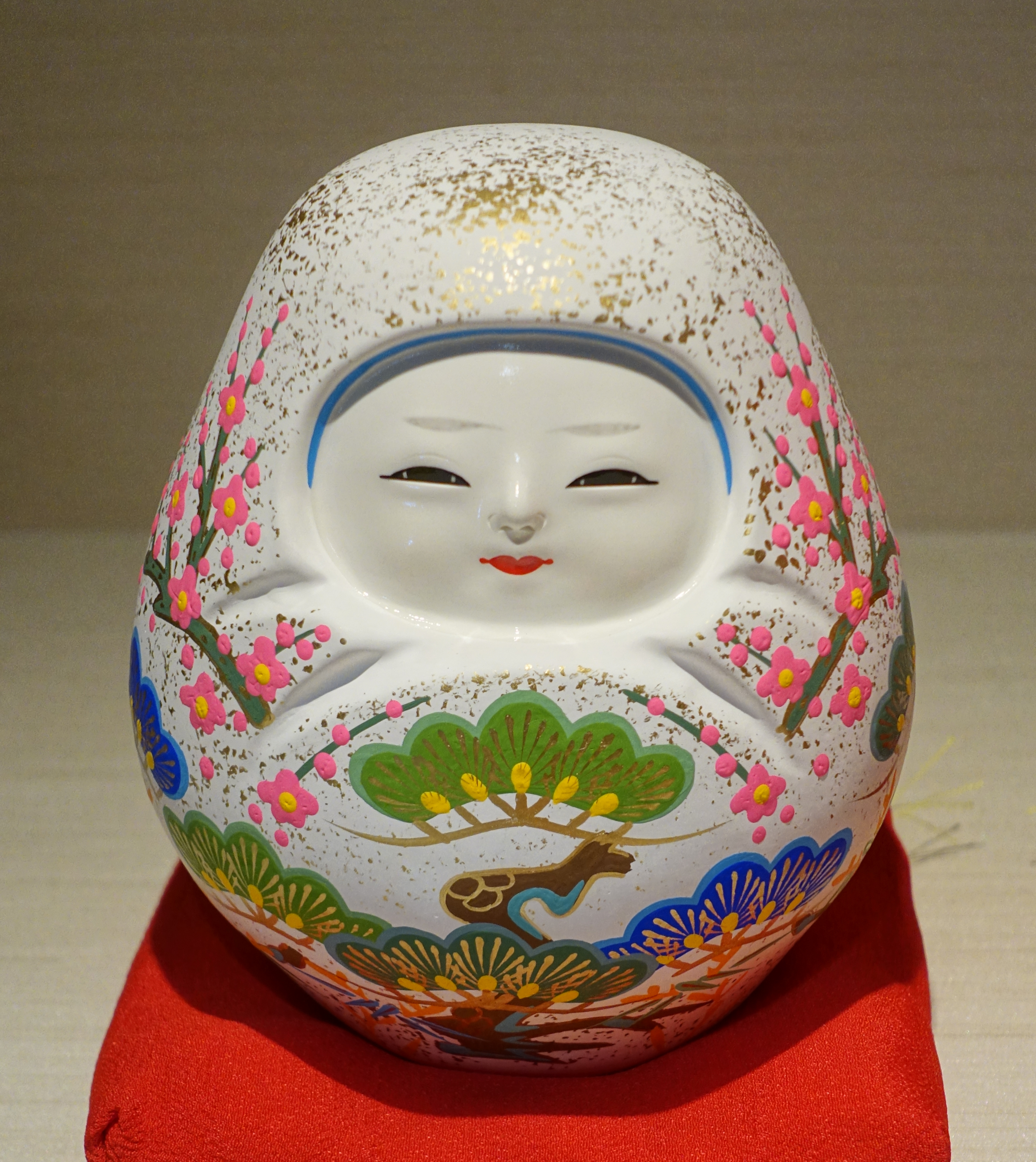
白

加賀八幡起上り（かがはちまんおきあがり）は、石川県金沢市で生産される伝統工芸品。

## 概要
石川県の郷土玩具、構造はおきあがりこぼし。張り子に松竹梅の柄をつけて仕上げる。姿はだるまに似ている。

## 歴史

### 起源

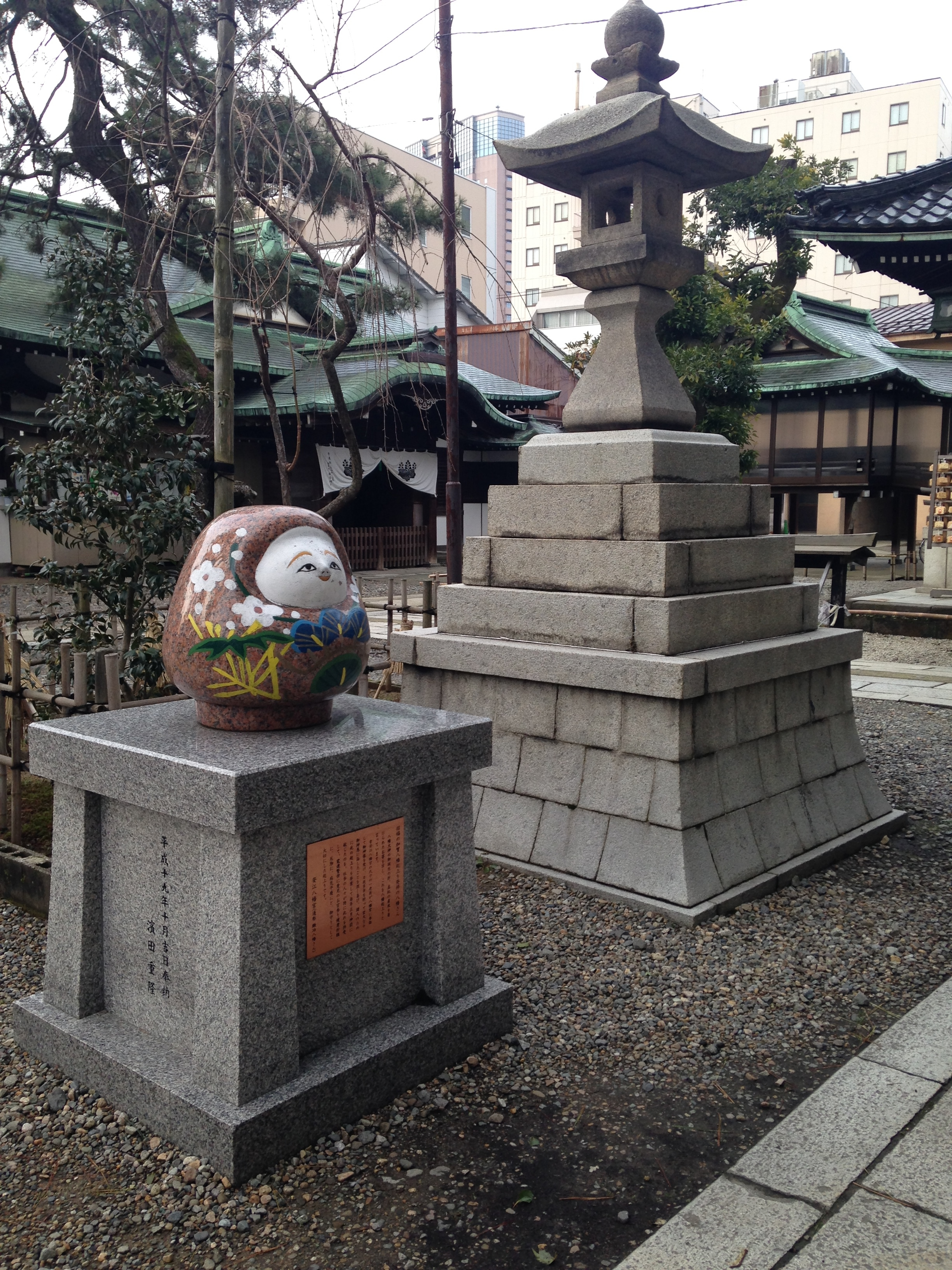
金沢五社の安江八幡宮の石灯籠と「加賀八幡起上り」の像

一国一社の八幡宮の頃、祭神である八幡大神の真紅の産着姿に似せてつくられるようになったものと伝わる。

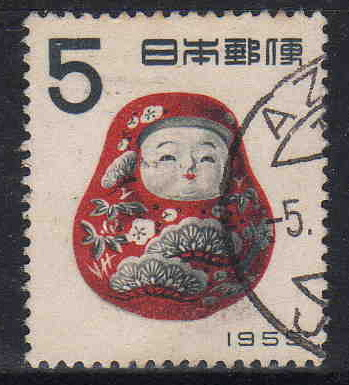
1955年（昭和30年）用年賀切手

### 平成期
2013年（平成25年）、石川県で、北陸新幹線の長野駅 - 金沢駅間開業を首都圏でPRするために加賀八幡起上りをモチーフにご当地キャラ「ひゃくまんさん」が製作された。